# Ratusz w Kamieniu Pomorskim

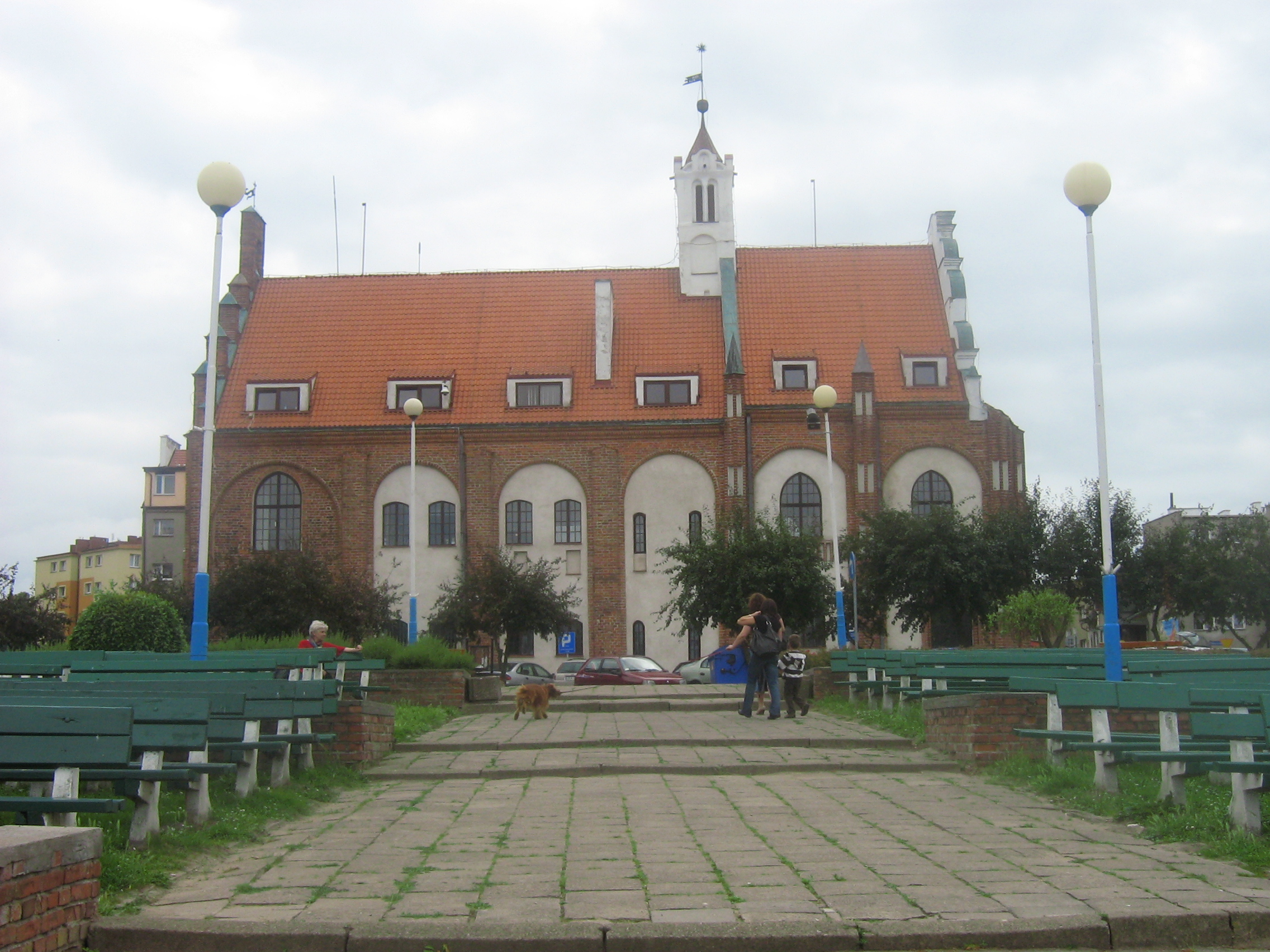
Ratusz widziany od strony amfiteatru

Ratusz w Kamieniu Pomorskim – gotycki ratusz miejski w Kamieniu Pomorskim
Obecnie w ratuszu mieszczą się biura urzędu miejskiego.

## Historia
Ratusz kamieński zbudowano w XIII wieku. Usytuowany jest w centrum rynku. W połowie XVI wieku budynek został nieznacznie przebudowany i nadano mu cechy renesansowe. W 1945 roku obiekt uległ zniszczeniu. Po II wojnie światowej został odbudowany z pieczołowicie zrekonstruowaną bryłą, wystrojem elewacji i wnętrz z okresu gotyku.

## Architektura
Obiekt należy do typowych ratuszy podcieniowych budowanych na Pomorzu Zachodnim w okresie średniowiecza. Posiada kształt wydłużonej kamienicy z trójarkadowym podcieniem od strony wschodniej i bogatym wystrojem elewacji podzielonych ostrołukowymi arkadami i wielobocznymi lizenami. Uwagę zwraca maswerkowa dekoracja szczytu zachodniego, podobna do renesansowej dekoracji szczytu pałacu biskupiego. W piwnicach i na parterze ratusza zachowały się gotyckie sklepienia krzyżowo-żebrowe i kolebkowe.